# 大江川 (宮田用水)

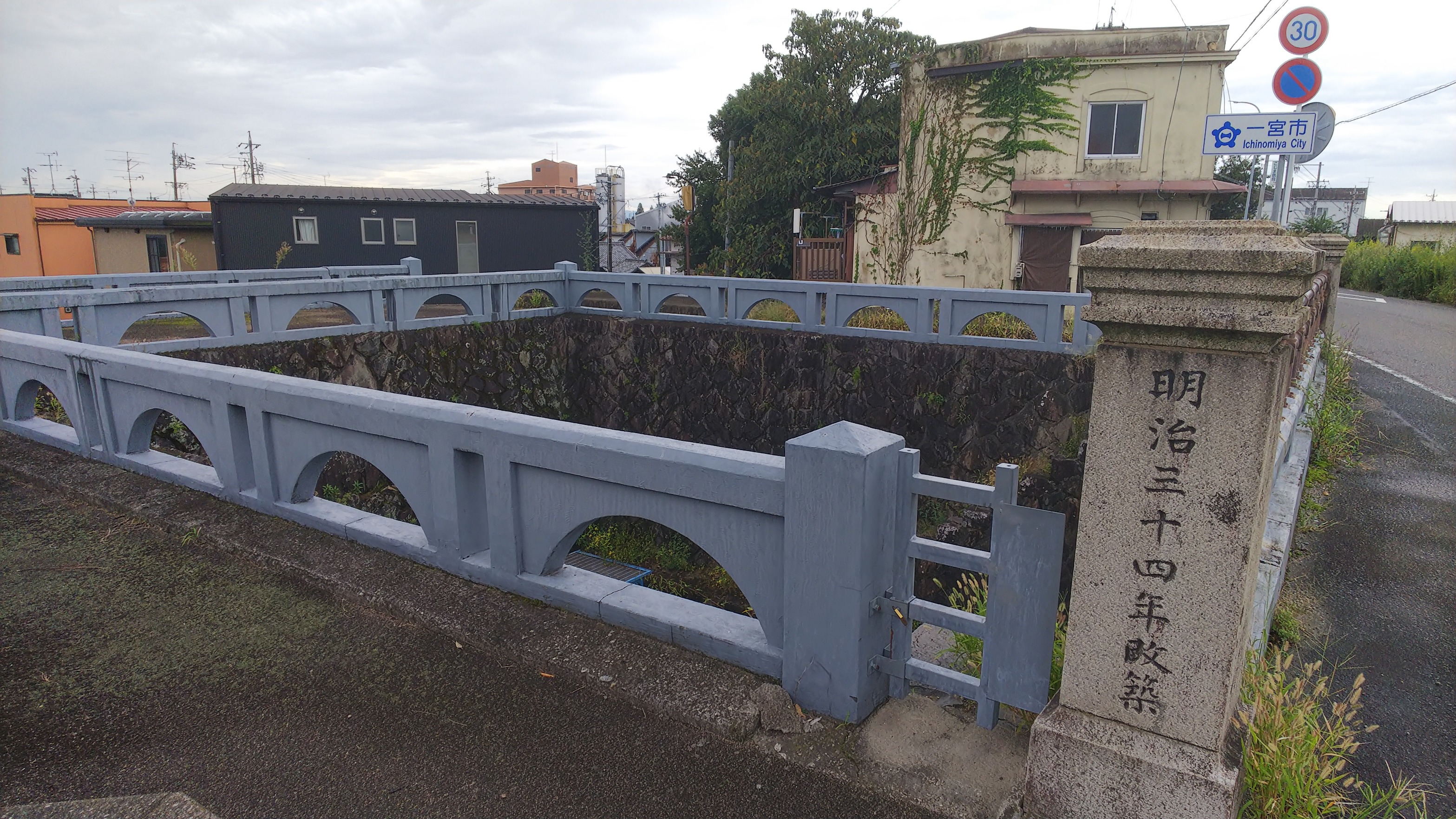
新般若用水から大江用水を分水する宮田西閘門

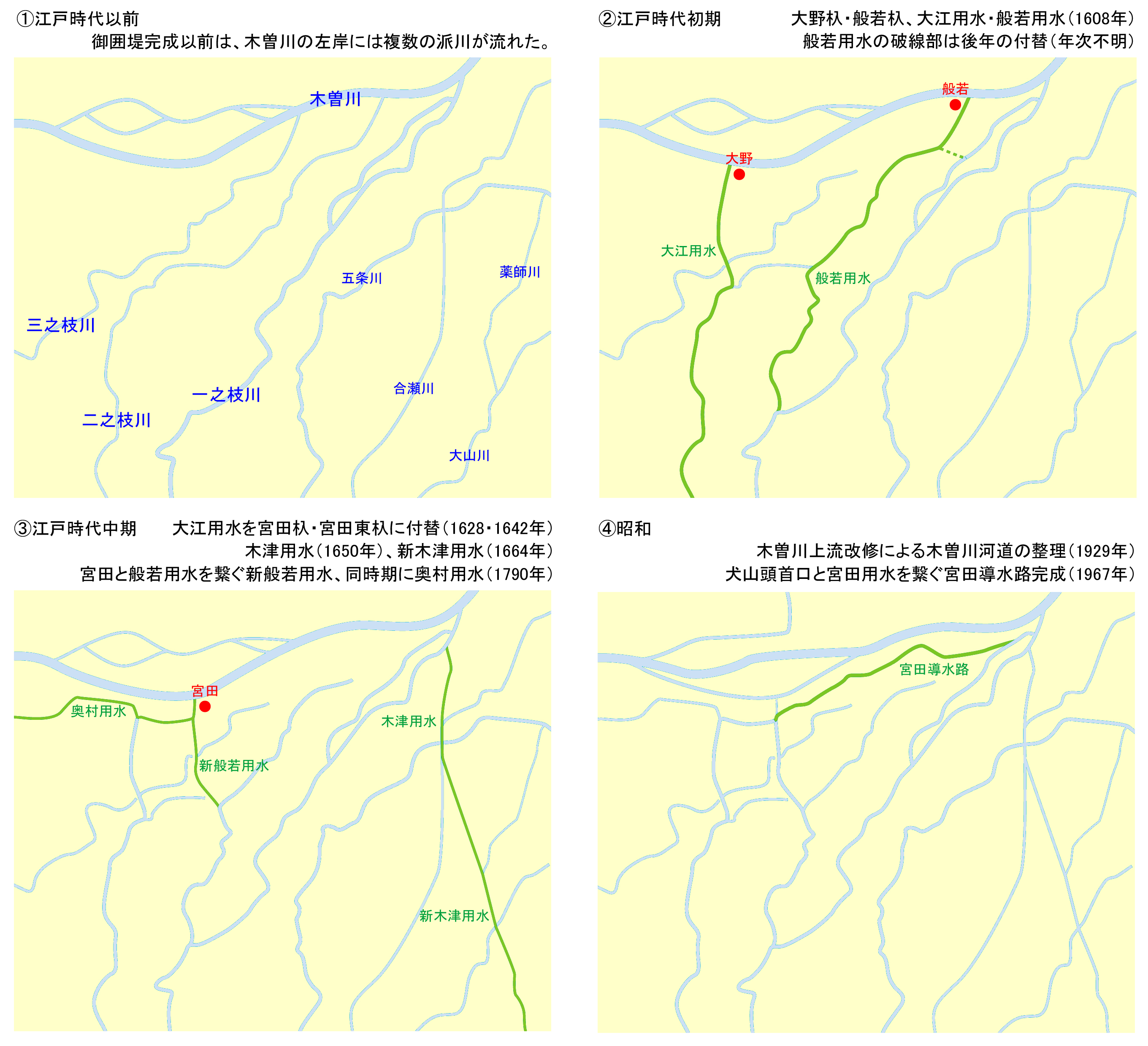
木曽川左岸用水路の変遷。詳細は宮田用水を参照。

大江川（おおえがわ）あるいは大江用水（おおえようすい）は、愛知県尾張地方の宮田用水末端部に位置する農業用排水路。

## 地理
愛知県江南市宮田町藤ノ森付近で接続する宮田用水を水源に、一宮市・稲沢市・あま市と流れる。名鉄津島線や津島街道（津島上街道）と交差するあま市木田付近に大江川の最下流基準点があり、そこから下流側は蟹江川となる。
木曽川の水を濃尾平野に供給する灌漑用水路と、雨水などの排水路としての機能を併せ持っている。現在は旧来の河川部分は排水路として利用されており、用水路は排水路沿いに暗渠化されている。
上流部の一宮市浅井町尾関で奥村用水を分水する。

## 歴史
現在大江川あるいは大江用水と呼ばれる河川は、元々木曽川の左岸派川であった二之枝川の区間と、用水路として新規開削された区間が混在する。
大江用水の基礎となったのは、平安時代に尾張国国司であった大江匡衡による工事であった。前任の国司であった藤原元命が水路の改修費を着服しており、洪水や飢饉などに対応しなかったことにより農民らによって停任を求める嘆願書が出されており、大江匡衡は藤原元命の後任として着任していた。争議の根源は用排水の不備だと判断した大江匡衡は、1001年（長保3年）に国府付近で二之枝川から分岐して南に流れる灌漑用排水路を整備した。この用水整備で利水・治水の便を得られた農民は、大江匡衡の業績を称えて「大江用水（大江川）」と名づけた。このとき整備された区間は二之枝川との分岐部（現在の稲沢市高御堂付近）から下流端である津島街道付近までであり、以下の蟹江川の区間は江戸時代の1785年（天明5年）に開削されることとなる。
大江川上流側の整備は「御囲堤」が整備された江戸時代以降となる。御囲堤建造により尾張側の派川が木曽川本川から切り離されたことで流域の水田では用水の確保が難しくなり、木曽川の堤防数箇所に杁を設けて用水の確保を試みられるが、当時の木曽川は頻繁に河道を変更を繰り返していたため杁による確保も困難であった。大江川ではまず大野での取水が行われ、後に般若で取水した般若用水からの補給へと移るがいずれも水量不足となり、最終的には1790年（寛政2年）に宮田で取水する新般若用水が開削された。
1950年（昭和25年）の国土総合開発法成立に基づいて農林省は木曽川から取水する用水路の合口を計画。大江用水を含む宮田用水も1957年（昭和32年）から大幅な改良が開始され、1967年（昭和42年）に完成した犬山頭首工から分水する形で統合される。